# Itálie na Zimních olympijských hrách 1948
Itálii na Zimních olympijských hrách 1948 reprezentovalo 54 sportovců, z toho 51 mužů a 3 ženy ve 9 sportech.

## Medailisté
| Medaile | Jméno       | Sport    | Disciplína       |
| ------- | ----------- | -------- | ---------------- |
| Zlato   | Nino Bibbia | Skeleton | Muži jednotlivci |